# Blessens

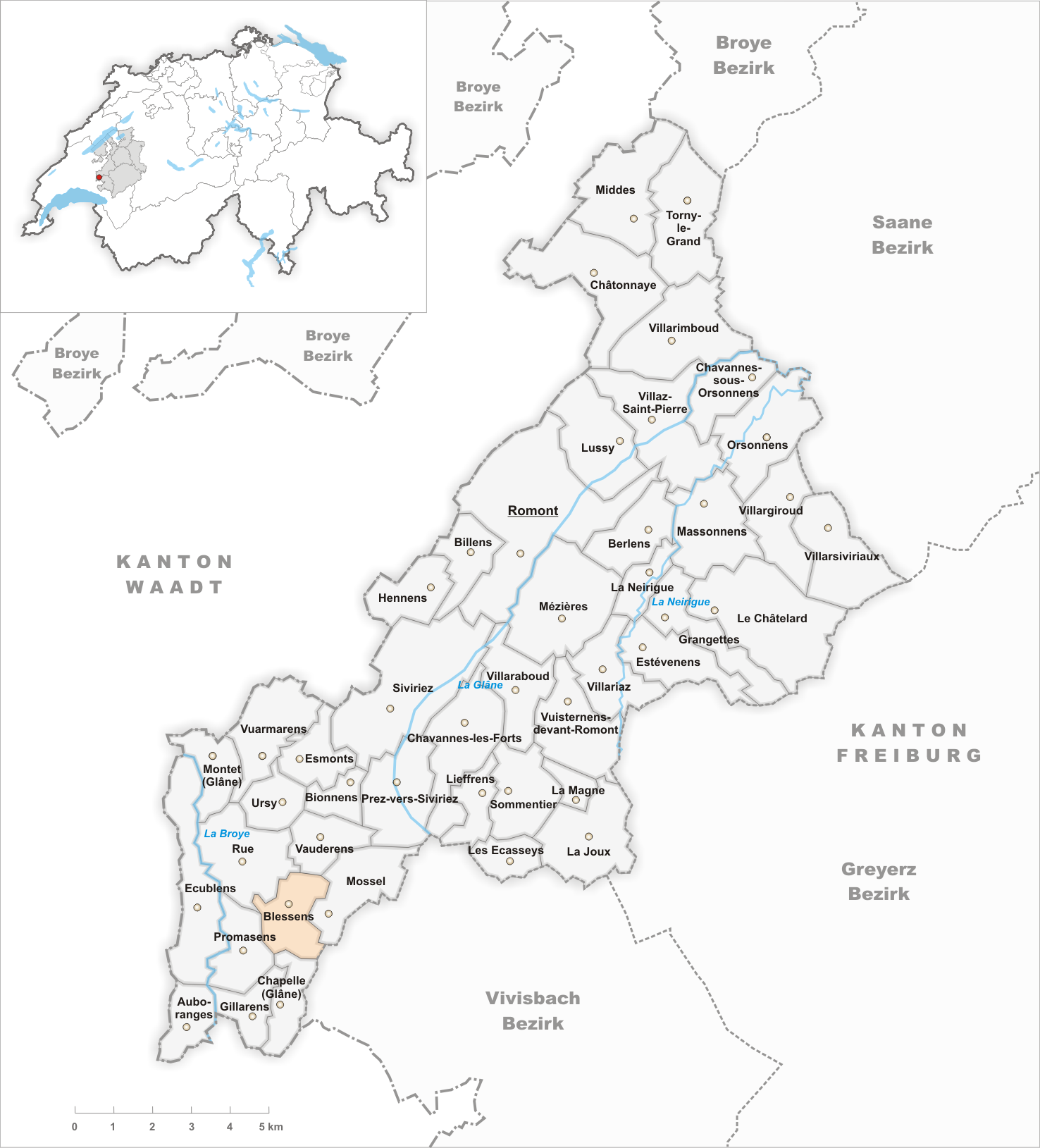
Gemeindestand vor der Fusion am 1. Januar 1993

Blessens (Freiburger Patois Byèchinⓘ) ist eine Ortschaft und früher selbständige politische Gemeinde im Distrikt Glâne des Kantons Freiburg in der Schweiz. Am 1. Januar 1993 wurde Blessens nach Rue eingemeindet.

## Geographie
Blessens liegt auf 706 m ü. M., 1,5 km südöstlich von Rue und 11 km südwestlich des Bezirkshauptortes Romont (Luftlinie). Der Weiler erstreckt sich am östlichen Talhang der Broye an aussichtsreicher Lage rund 130 m über dem Talboden, im Molassehügelland des südwestlichen Freiburger Mittellandes. Die ehemalige Gemeindefläche betrug rund 2,7 km². Das Gebiet reichte von der Mulde südöstlich von Rue mit dem Wald En Faye ostwärts den sanft geneigten Hang von Blessens hinauf bis auf die Höhe Montaney (815 m ü. M.) bei Saint-Joseph.

## Bevölkerung
Mit 89 Einwohnern (1990) zählte Blessens vor der Fusion zu den kleinsten Gemeinden des Kantons Freiburg. Seit 1930 (163 Einwohner) verzeichnete die Gemeinde durch starke Abwanderung eine Bevölkerungsabnahme von nahezu 50 %. Zu Blessens gehören der Weiler Arlens (691 m ü. M.) am Hang oberhalb von Promasens sowie einige Einzelhöfe.
Einwohnerzahlen: Volkszählungsdaten

## Wirtschaft
Blessens lebt noch heute von der Landwirtschaft, insbesondere von der Milchwirtschaft und der Viehzucht, daneben gibt es auch kleinere Ackerbauflächen.

## Verkehr
Die beiden Weiler Blessens und Arlens liegen abseits der grösseren Durchgangsstrassen an einer Verbindungsstrasse von Vauderens nach Promasens. Sie besitzen keinen Anschluss an das Netz des öffentlichen Verkehrs.

## Geschichte
Das ehemalige Gemeindegebiet war schon sehr früh besiedelt. So fand man ein keltisches Grab mit reichen Beigaben und die Spuren eines römischen Gutshofs. Die erste urkundliche Erwähnung des Ortes erfolgte 1150 unter dem Namen Blesens. Später erschienen die Bezeichnungen Blescens (1160), Blessens (1215) und Blesseins (1238). Der Ortsname geht auf den burgundischen Personennamen Biliso zurück und bedeutet mit dem Suffix -ens so viel wie bei den Leuten des Biliso.
Blessens war seit dem Mittelalter Stammsitz eines Adelsgeschlechtes, das unter der Herrschaft Rue stand. Als die Berner 1536 das Waadtland eroberten, kam Blessens unter die Herrschaft von Freiburg und wurde der Vogtei Rue zugeordnet. Nach dem Zusammenbruch des Ancien Régime (1798) gehörte das Dorf während der Helvetik und der darauf folgenden Zeit zum Bezirk Rue und wurde 1848 in den Bezirk Glâne eingegliedert. Mit Wirkung auf den 1. Januar 1993 wurde Blessens nach Rue eingemeindet.

## Sehenswürdigkeiten
Auf der Höhe oberhalb von Blessens befindet sich die Kapelle Saint-Joseph, die 1683 erbaut und 1882 restauriert wurde. Kirchlich gehört der Weiler zur Pfarrei Promasens.